# Gao Jun
Gao Jun (chiń. 高军; ur. 25 stycznia 1969 w Baoding) – chińska i amerykańska tenisistka stołowa, czterokrotna olimpijka.
Członkini kadry narodowej i olimpijskiej Chin i Stanów Zjednoczonych w tenisie stołowym. Na Letnich Igrzyskach Olimpijskich 1992 zdobyła srebrny medal w grze podwójnej kobiet. Na Letnich Igrzyskach Olimpijskich 2008 reprezentowała Stany Zjednoczone, gdzie doszła do czwartej rundy z singli konkurencji. Obecnie najlepsza tenisistka stołowa w Stanach Zjednoczonych i jedna z najlepszych w Ameryce Północnej.
- styl gry: praworęczna, obustronny, szybki atak topspinowy z nastawieniem na forehand blisko stołu
- rodzaj trzymania rakietki: styl piórkowy